# Prognathodes
Prognathodes is een geslacht van straalvinnige vissen uit de familie van de koraalvlinders (Chaetodontidae). Het geslacht is voor het eerst wetenschappelijk beschreven in 1863 door Gill.

## Soorten
De volgende soorten zijn bij het geslacht ingedeeld:
- Prognathodes aculeatus (Poey, 1860)
- Prognathodes aya (Jordan, 1886)
- Prognathodes basabei (Pyle & Kosaki, 2016)
- Prognathodes brasiliensis (Burgess, 2001)
- Prognathodes carlhubbsi (Nalbant, 1995)
- Prognathodes dichrous (Günther, 1869)
- Prognathodes falcifer (Hubbs & Rechnitzer, 1958)
- Prognathodes geminus (Copus, Pyle, Greene & Randall, 2019)
- Prognathodes guezei (Maugé & Bauchot, 1976)
- Prognathodes guyanensis (Durand, 1960)
- Prognathodes guyotensis (Yamamoto & Tameka, 1982)
- Prognathodes marcellae (Poll, 1950)
- Prognathodes obliquus (Lubbock & Edwards, 1980)